# Euerberg (Steigerwald)
Der Euerberg ist mit 491 m ü. NHN nach dem Scheinberg (499 m), gefolgt vom Hohenlandsberg (498 m) – beide bei Ippesheim – der dritthöchste Berg im Steigerwald. Er liegt im Gemeindegebiet Rauhenebrach im südlichen Teil des Landkreises Haßberge in Unterfranken.

## Geographische Lage
Der Euerberg ist mit 491 m ü. NHN der höchste Berg im nördlichen Steigerwald. Er liegt etwa einen Kilometer nördlich der Ortschaft Fabrikschleichach. Aufgrund seiner Lage inmitten der Steigerwald-Nord-Süd-Achse, eingerahmt durch ähnlich hohe Erhebungen, ist er nicht so markant wie der knapp acht Kilometer entfernte und schon von Weitem – zumindest aus östlicher bis nördlicher Richtung her kommend- sichtbare Zabelstein. Den Berg erreicht man über die die Straße HAS 26, von Unterschleichach nach Fabrikschleichach. Er ist nicht beschildert.

## Quelle
Zwischen dem Euerberg und dem Beerberg entspringt auf einer Höhe von 294 m ü. NHN die Aurach, ein Nebenfluss der Regnitz.

## Naturschutz
Der Euerberg liegt ausschließlich im Naturpark Steigerwald, welcher mit wenigen Ausnahmen deckungsgleich mit dem Steigerwald ist. Das Gebiet liegt vollständig im FFH-Gebiet Buchenwälder und Wiesentäler des Nordsteigerwalds sowie im  Vogelschutzgebiet Oberer Steigerwald. Am nördlichen Bergrücken beginnt mit dem Naturwald Knetzberge-Böhlgrund eines der größten Waldschutzgebiete Bayerns.